# غاري هيل
غاري هيل (بالإنجليزية: Gary Hill)‏ (و. 1951 – م) هو فنان تشكيلي، وفنان فيديو، من الولايات المتحدة الأمريكية، ولد في سانتا مونيكا، كاليفورنيا.

## جوائز
حصل على جوائز منها:
- زمالة غوغنهايم
- زمالة ماك آرثر.

## وصلات خارجية
- غاري هيل على موقع IMDb (الإنجليزية)
- غاري هيل على موقع مونزينجر (الألمانية)
- غاري هيل على موقع ديسكوغز (الإنجليزية)